# ダルボ・バルサス (クライペダ)
『ダルボ・バルサス』（リトアニア語: Darbo balsas）は、1926年にリトアニアのクライペダ地方で発行されていたリトアニア語とドイツ語によるリトアニア労働連盟（リトアニア・キリスト教民主党傘下）の機関誌である。1926年1月17日に創刊され、隔週刊で発行された。クライペダの「リトゥアニア」で印刷された。編集者はM・トレイキス。